# Bracon bilgini
Bracon bilgini är en stekelart som beskrevs av Ahmet Beyarslan 2002. Bracon bilgini ingår i släktet Bracon och familjen bracksteklar. Inga underarter finns listade.